# Place de l'Hôtel-de-Ville - esplanade de la Libération
Pour les articles homonymes, voir Place de l'Hôtel-de-Ville.
La place de l'Hôtel-de-Ville - esplanade de la Libération, ancienne place de Grève jusqu'en 1803, est une place de Paris, capitale de la France. 

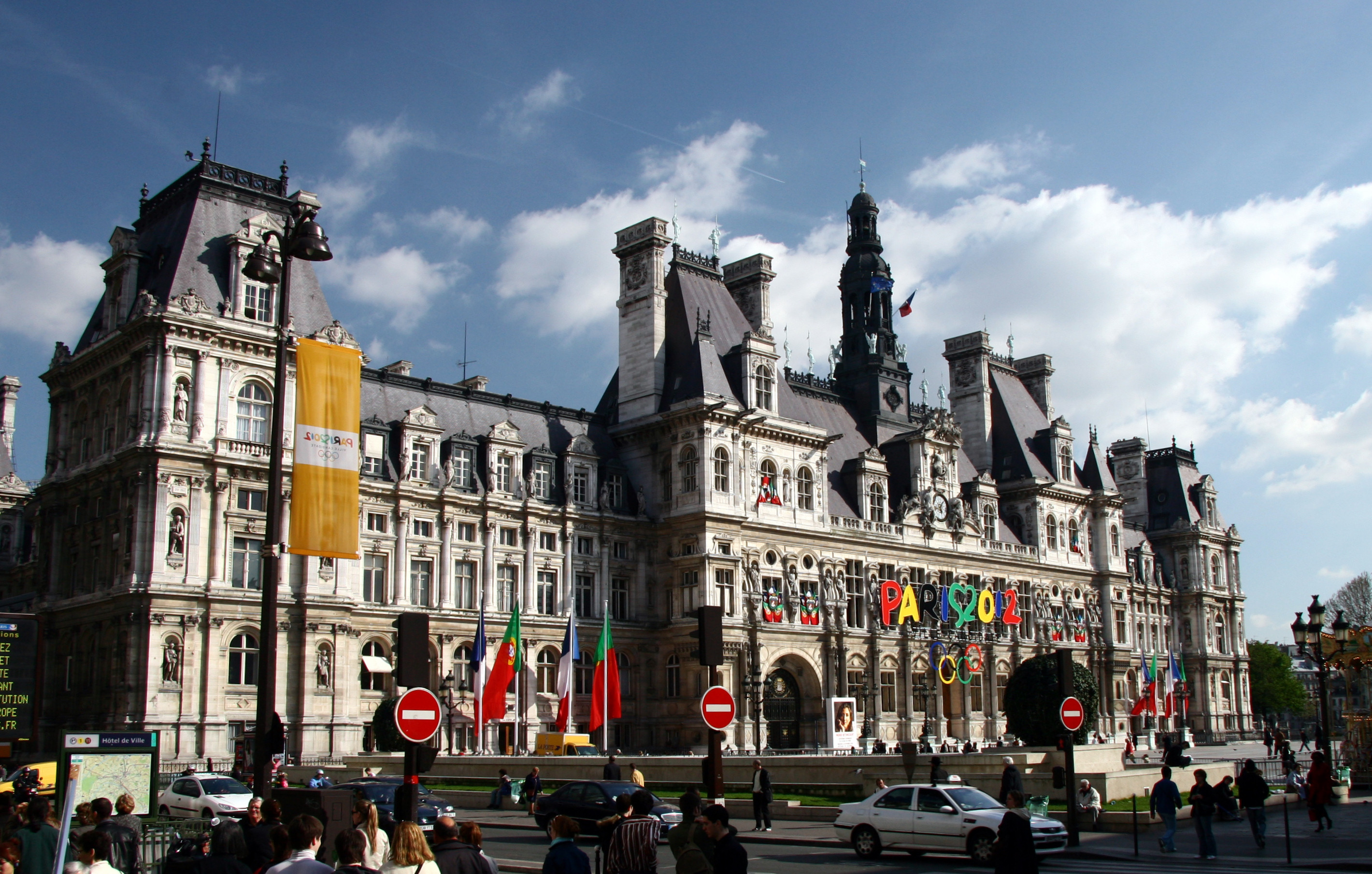
Place de l'hôtel de ville de Paris en 2005.

## Situation et accès
La place de l'Hôtel-de-Ville - esplanade de la Libération, d'une longueur de 155 mètres et de 82 mètres de largeur, est située dans le 4e arrondissement, quartier Saint-Merri, et commence au 2 quai de Gesvres et quai de l'Hôtel-de-Ville et finit au 31 rue de Rivoli.
Au XIXe siècle, la place de l'Hôtel-de-Ville était située dans l'ancien 7e arrondissement, quartier des Arcis, pour la partie des numéros impairs, et dans l'ancien 9e arrondissement, quartier de l'Hôtel-de-Ville pour le côté bordé par l'hôtel de ville de Paris et était située entre les quais Le Pelletier et de la Grève et les rues du Mouton et de la Tixéranderie.
La place de l'Hôtel-de-Ville - esplanade de la Libération est desservie par les lignes de métro 1 et 11 à la station Hôtel de Ville.

## Origine du nom

### Place de l'Hôtel-de-Ville - esplanade de la Libération
Cette place est située devant l'hôtel de ville de Paris.
Elle est rebaptisée « esplanade de la Libération », le 22 avril 2013, afin de « rendre hommage aux résistants, aux Français libres, aux alliés et à tous les insurgés qui ont libéré Paris dans la nuit du 24 au 25 août 1944 ».

### Place de Grève
« Grève » signifie un endroit uni, couvert de gravier, sur le bord de mer ou d'une rivière. Avant que la place de Grève fût haussée et que le quai de la Grève, devenu « quai de l'Hôtel-de-Ville », fût pavé, cet endroit était réellement une grève.

## Description de la place de Grève
La place de Grève était d'une superficie d'environ le quart de la place de l'Hôtel-de-Ville actuelle et avait une forme plus ou moins trapézoïdale, dont le petit côté était situé au nord et le grand côté était situé au sud.
Cette place était également coupée en deux parties par une rangée de pieux qui séparaient la partie basse, qui descendait en grève vers le port de Grève, de la partie haute qui était la place proprement dite.
La partie haute recevait les rues du Mouton, Jean-de-l'Épine, de la Vannerie, de la Tannerie, du Martroi-Saint-Jean.
Au sud de la place, il y avait au XIVe siècle, une croix gothique en pierre, au sommet de huit marches, dont le haut était en fer forgé. Cette croix était destinée à recueillir les dernières prières des suppliciés mais servait aussi de cote d'alerte lors des inondations.
Un gibet occupait le milieu de la place, qui fut remplacé sous Henri IV par une fontaine détruite en 1674.

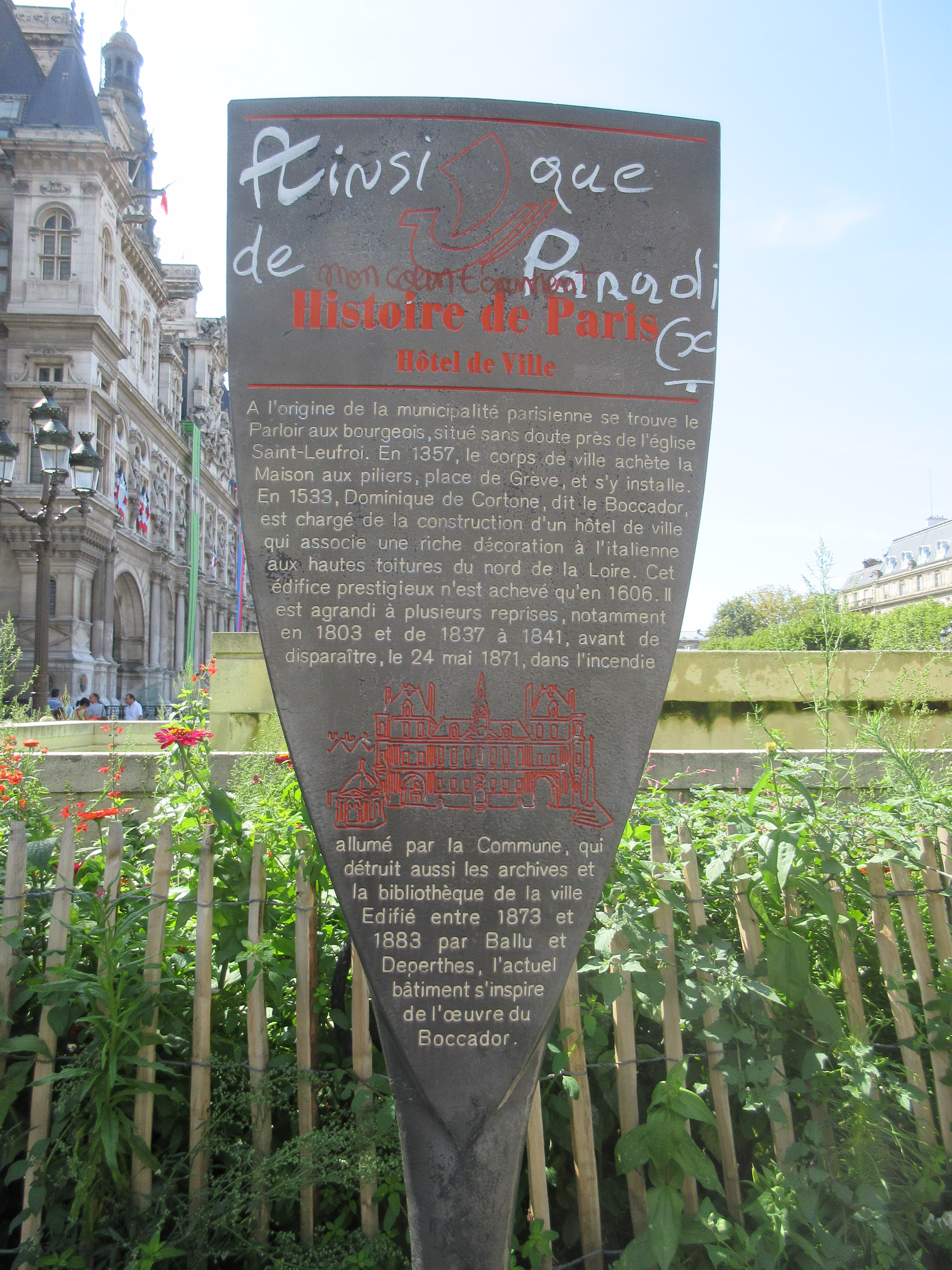
Panneau Histoire de Paris
« Hôtel de Ville ».

## Historique

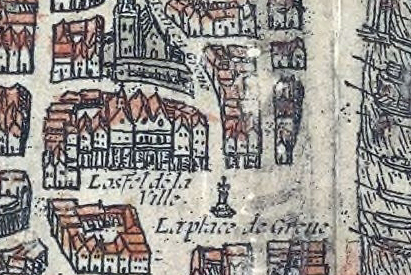
Au premier plan, la place de Grève et, en arrière-plan, l'ancien hôtel de ville avant sa reconstruction commencée en 1533, ainsi que l'église disparue de Saint-Jean-en-Grève (plan de Braun et Hogenberg vers 1530).

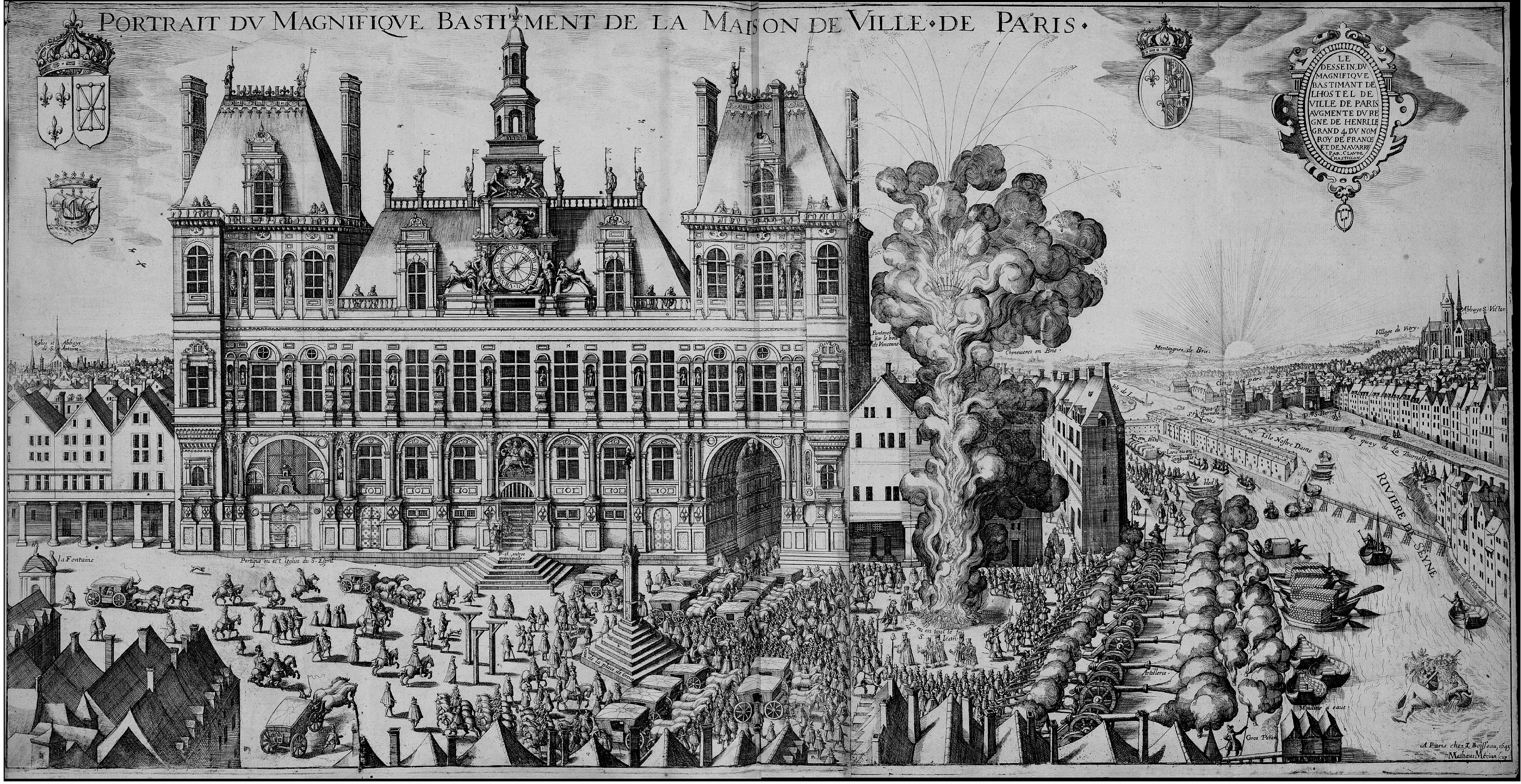
L'ancien Hôtel de Ville et place de Grève vers 1610, par Claude Chastillon.

Le site était occupé autrefois par une ancienne grève, donc une sorte de plage faite de sable et de gravier, où il était facile de décharger des marchandises arrivant par la Seine.
Ainsi très vite s'y installe un port remplaçant, progressivement, le port Saint-Landry situé sur l’île de la Cité. Le port de Grève devient le plus important de Paris : le bois, le blé, le vin, le foin y sont déchargés, facilitant ainsi l’installation d’un marché. C’est autour de ce port que va ainsi se développer sur la rive droite, un quartier très dense.
Ce port permet l'installation, dès le début du XIIe siècle, d'un marché public qui portait en raison de sa proximité à la Seine le nom de « place de Grève ».
Aussi les hommes sans emploi y trouvaient-ils facilement du travail. L'expression « faire grève » a donc d'abord signifié « se tenir sur la place de Grève en attendant de l'ouvrage » avant d'évoluer vers le sens qu'on lui connaît aujourd'hui, à savoir « cesser le travail en se liguant pour obtenir une augmentation de salaire » (Littré, 1872).
En vertu d'une charte du roi Louis VII le Jeune, de 1141, sur la demande des bourgeois de Paris des quartiers de la Grève et du Monceau, le marché fut supprimé moyennant la somme de soixante-dix livres parisis que ces bourgeois paieraient au trésor royal. La place resta ainsi libre et on n’y éleva aucun bâtiment. Depuis ce temps, on organise sur cette place différentes cérémonies. En 1242, vingt-quatre charretées du Talmud y sont solennellement brûlées en présence du prévôt et du clergé, ce qui est l'une des manifestations de l'antisémitisme alors naissant. La ville y donne aussi des fêtes ainsi que le feu de la Saint-Jean. Celui-ci, qui était traditionnellement allumé par le roi de France en personne, perdura jusqu’en 1648, date à laquelle Louis XIV officia pour la dernière fois.
C'est également là que se déroulaient ordinairement les exécutions. On ignore à quelle époque la place de Grève servit la première fois de lieu patibulaire. La première exécution date de l’année 1310, époque à laquelle une femme hérétique, nommée Marguerite Porette, y fut brûlée.
Le siège de la municipalité parisienne s'y installe vers 1357, quand Étienne Marcel, prévôt des marchands, acquiert là à tel effet la maison aux Piliers.
En 1362, l'hôpital du Saint-Esprit est fondé au nord de l'Hôtel de Ville. Son église est construite en 1406. L'ensemble est détruit en 1798.
La halle au vin y fut transportée en 1413, ainsi que la place au charbon, en 1642,.
À son retour des guerres d'Italie, François Ier décide de substituer la maison aux Piliers par un nouvel édifice qu’il commande à l'Italien Dominique Boccador. Le nouveau bâtiment, conçu en 1533, n’est achevé qu’en 1628.
Elle est citée sous le nom de « place de la Grève » dans un manuscrit de 1636.
Le 4 juillet 1653, Louis XIV et Mazarin assistent à un feu d'artifice tiré sur la place de Grève puis un banquet est offert par la municipalité.
Le 17 juin 1763, un feu d'artifice est tiré devant l'Hôtel de Ville pour la publication de la paix.
La place de Grève est agrandie vers 1770 en vertu des lettres-patentes du 22 avril 1769.
Le 25 avril 1792 eut lieu en place de Grève la première exécution par guillotine. Le condamné, Nicolas Jacques Pelletier, était un simple voleur. La foule, accoutumée depuis le Moyen Âge à des supplices plus « raffinés », se montra déçue de la rapidité du procédé. Le lendemain, une chanson courait les rues : « Rendez-moi ma potence de bois, rendez-moi ma potence. »
La célèbre châsse de sainte Geneviève fut enlevée de l'abbaye Sainte-Geneviève en 1793 pour être fondue et les reliques
de la sainte furent alors brûlées en place de Grève.
La guillotine devait à nouveau être montée en place de Grève de novembre 1794 à mai 1795. Parmi les dernières têtes à tomber, il y eut celles du député de la Convention, Jean-Baptiste Carrier, et de l'accusateur public Fouquier-Tinville.

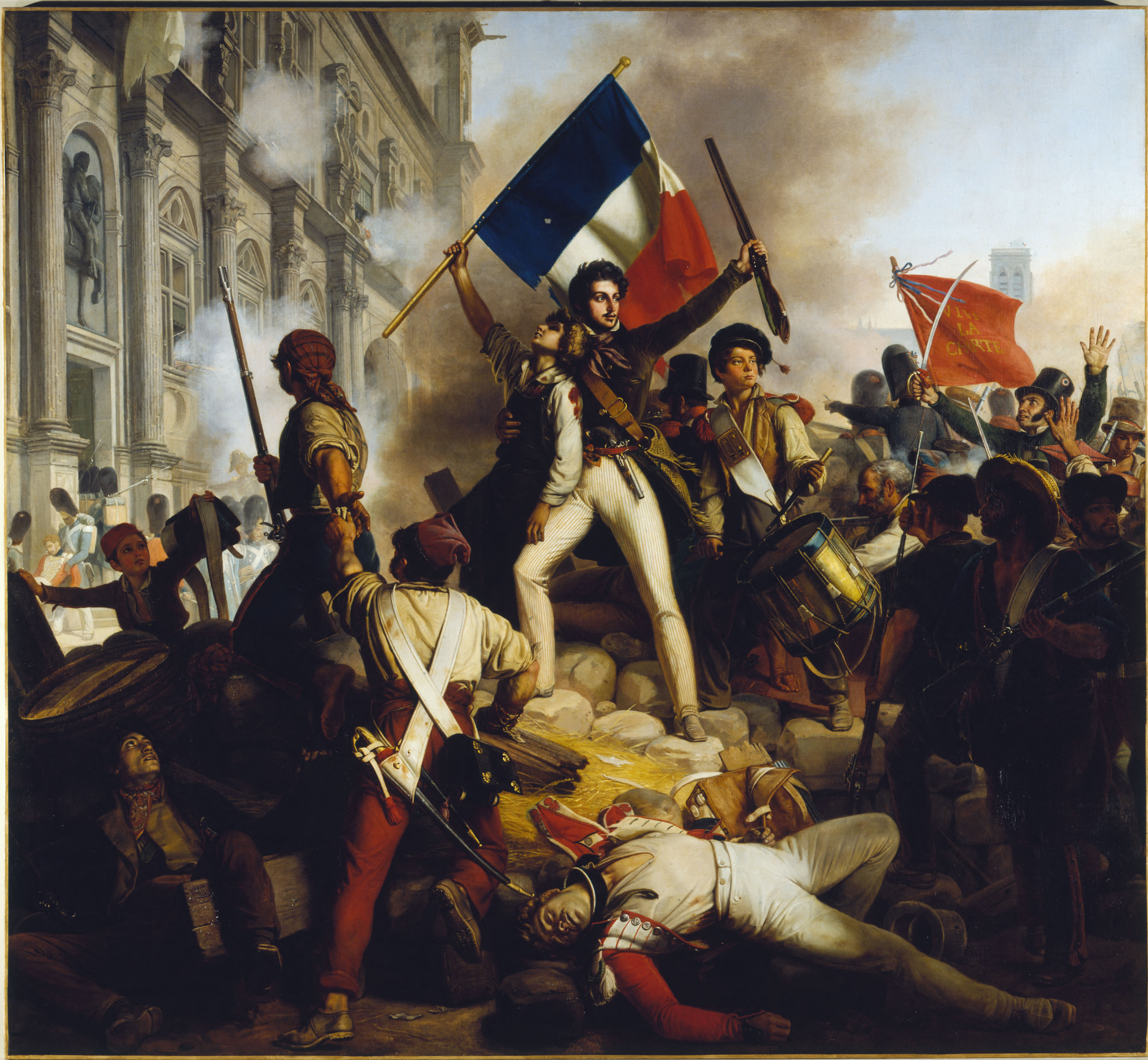
Jean-Victor Schnetz, Le Combat devant l’Hôtel de ville le, Paris, musée du Petit Palais.

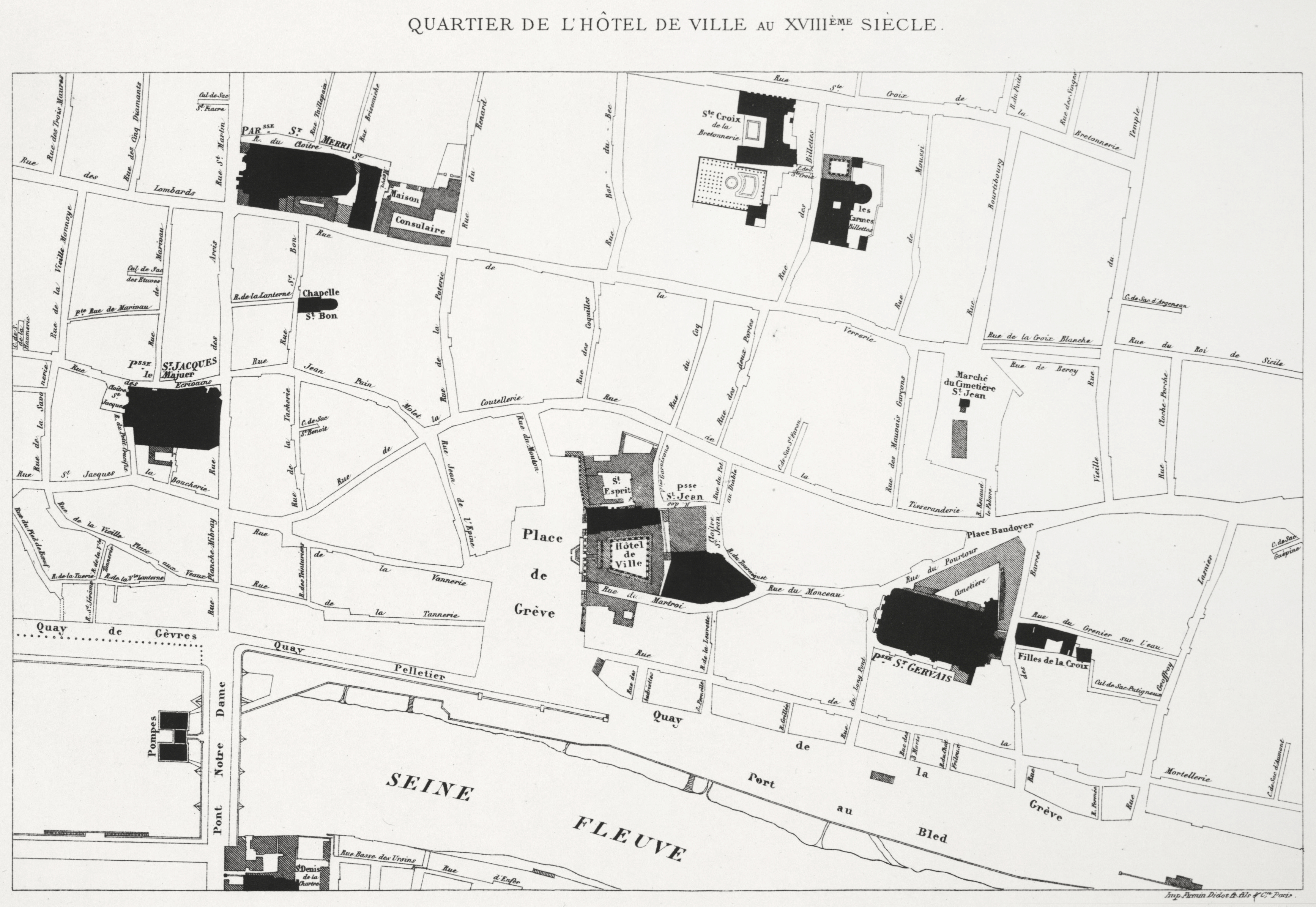
La place sur un extrait du plan d'Edme Verniquet (fin XVIIIe siècle) avant son agrandissement au milieu du XIXe siècle (jusque là, elle faisait un quart de la surface actuelle).

La place de l'Hôtel-de-Ville, ainsi nommée le 19 mars 1803,.
Une décision ministérielle du 20 septembre 1817 fixe la largeur de cette voie publique à 67 mètres.
Durant les Trois Glorieuses, et plus particulièrement le 28 juillet 1830, la place et l'Hôtel de Ville feront l'objet de furieux combats entre la troupe et les insurgés. La place et le bâtiment seront plusieurs fois perdus et repris au cours de la journée, avant de finir par rester aux mains des insurgés.
Le 20 janvier 1832, un arrêté du comte de Bondy, préfet de la Seine déplace le lieu d’exécution : « Les condamnations emportant la peine capitale seront à l’avenir exécutées sur l'emplacement qui se trouve à l’extrémité de la rue du Faubourg-Saint-Jacques. »
La place prend sa physionomie actuelle dans la seconde partie du XIXe siècle dans le cadre des travaux de transformations de Paris sous le Second Empire.
La place est alors prolongée vers le nord jusqu'à la rue de Rivoli, tracée à la même époque. Le côté occidental de la place est aligné dans l'axe de la rue du Renard élargie. La place absorbe alors la rue du Mouton au nord et la rue Jean-de-l'Épine à l'ouest.

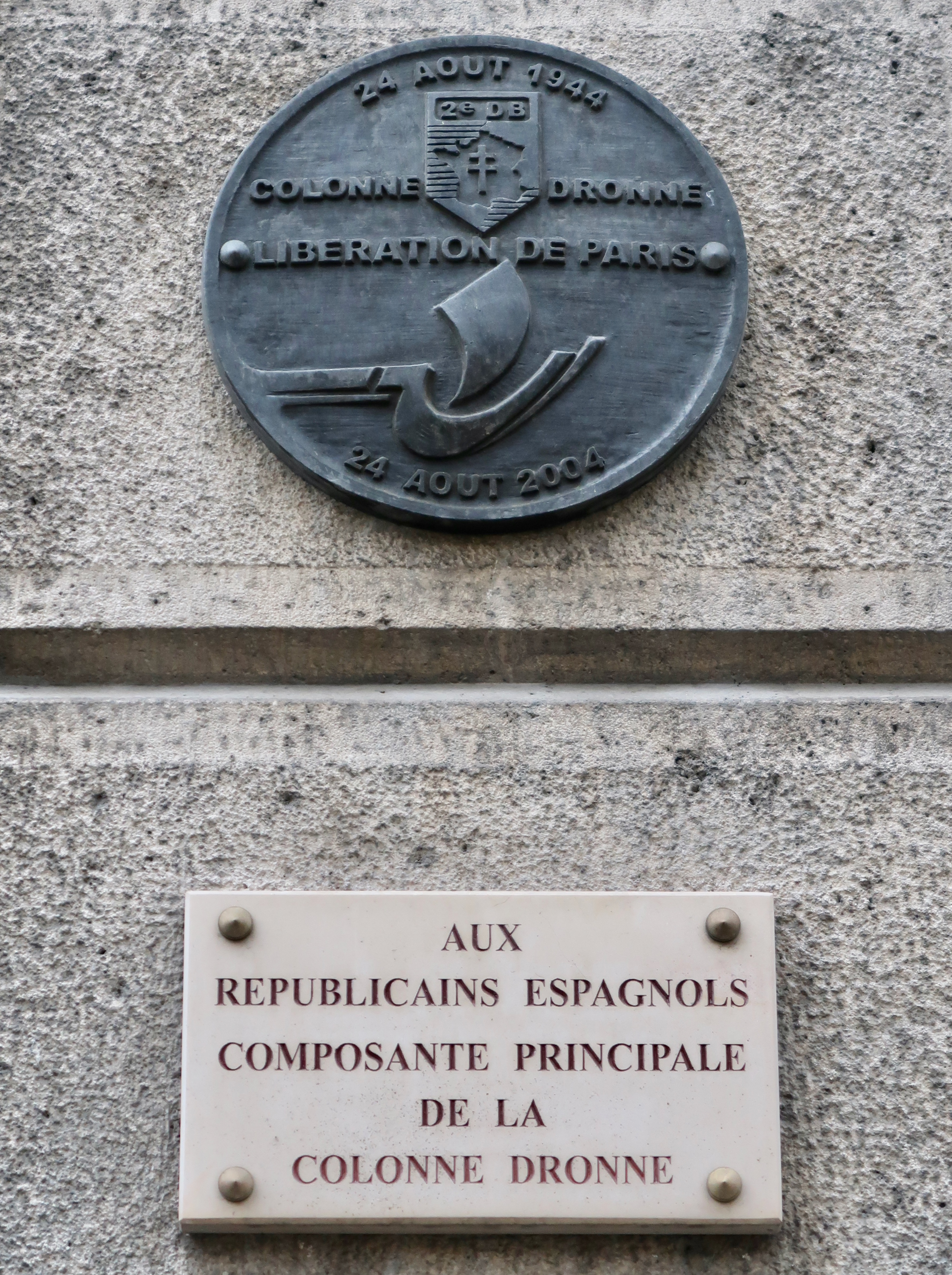
Plaque au no 9, annexe de la mairie de Paris, en hommage aux combattants de La Nueve.

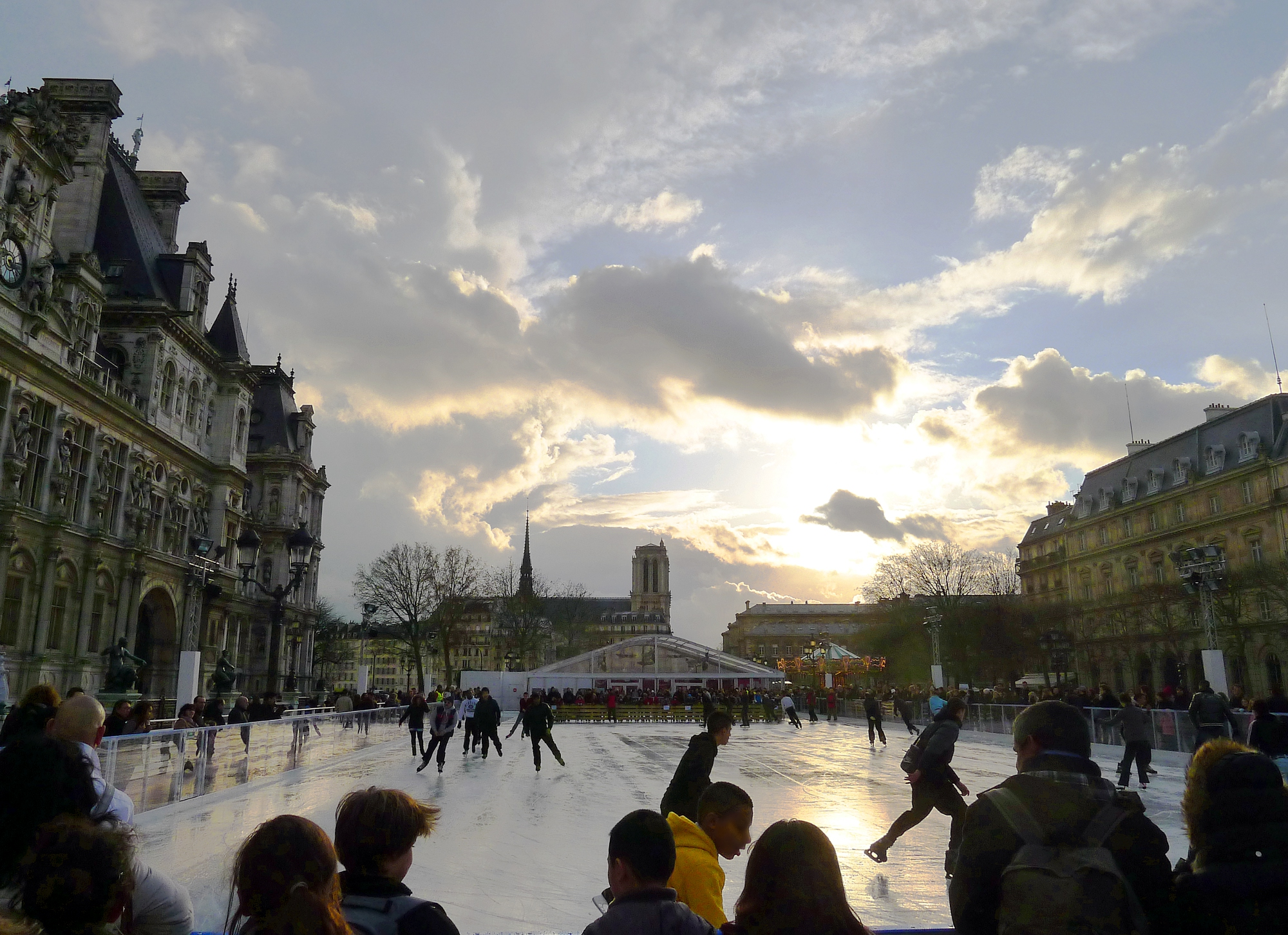
Place de l’Hôtel-de-Ville en hiver (décembre 2011), avec une patinoire.

Après sa destruction lors de la Commune, l'hôtel de ville de Paris, qui avait fait l’objet au début du XIXe siècle d’importants remaniements qui avaient altéré son style initial, est reconstruit.
La place devient un espace réservé aux piétons en 1982.
Par décision du Conseil de Paris en date du 22 avril 2013, la place prend officiellement le nom de « place de l'Hôtel-de-Ville - esplanade de la Libération », en hommage aux libérateurs de Paris en 1944.
Aujourd'hui, la place de l'Hôtel-de-Ville est un lieu d'animation :
- pour Paris Plages de 2004 et 2011, une grande partie de la place est transformée en un terrain de volley-ball ;
- en hiver, depuis 1997, on y installe souvent une patinoire géante[23] ;
- des « salons » s'y tiennent, par exemple pour les étudiants ;
- au printemps, une manifestation pour le don du sang y a lieu ;
- en juillet 2007, une partie d'une exposition sur les jardins se déroule place de l'Hôtel-de-Ville ;
- lors des grands soirées sportives, un écran géant est installé sur la place (Coupe du monde de football, Coupe du monde de rugby à XV) ;
- chaque été, elle accueille les concerts gratuits de Paris Plages du festival Fnac Indétendances depuis 2009 (ces concerts étaient auparavant situés sur les berges de Seine) ;
- en mars 2009, la place est le siège de la ronde des Obstinés, une ronde qui dure plus de mille heures (> 40 jours, nuit et jour, sans interruption)[24]. Cette ronde a pour but de protester contre le projet Pécresse de réforme des universités.

Mi-2025, une cinquantaine d'arbres y sont plantés, une centaine de petits arbres et plus de 20 000 végétaux. Il s'agit de 1 000 m2 d’espaces végétalisés en pleine terre et 2 500 m2 végétalisés au total,.
Au no 3 de la place, en face de l'Hôtel de Ville, siège jusqu'en 2022 l'Assistance publique - Hôpitaux de Paris (APHP). Le site, également accessible par le 4 quai de Gesvres, voit s'installer à partir de 2023, de façon transitoire, Les Arches citoyennes. Il s'agit d'un tiers-lieu destiné aux artistes, artisans ou encore associations répartis sur 30 000 m2. Les bâtiments doivent ensuite être réaménagés afin d'accueillir des logements sociaux, une halte destinée aux femmes victimes de violences et un restaurant solidaire,.

### Fêtes de la Saint-Jean

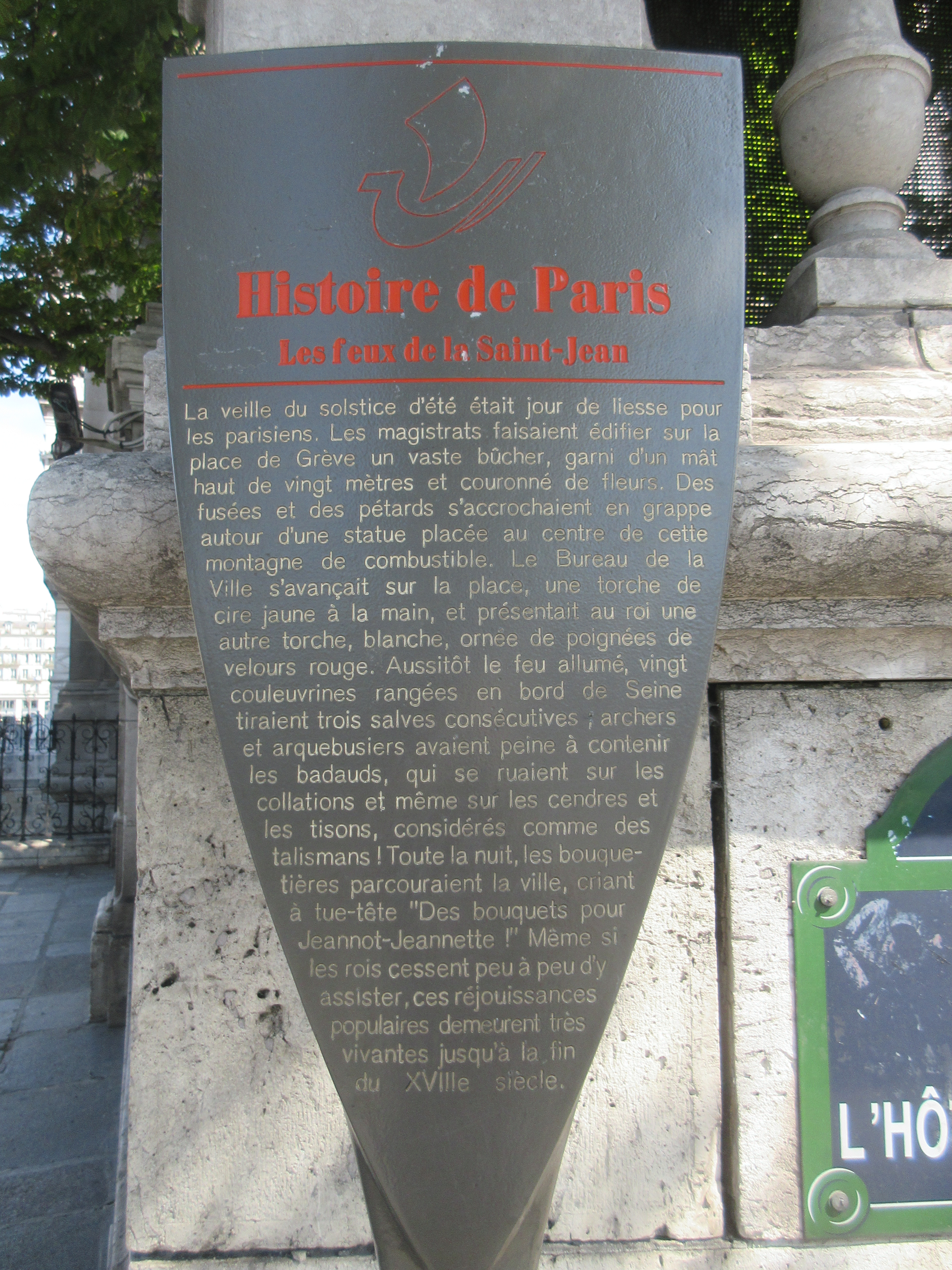
Panneau Histoire de Paris
« Le Feux de la Saint-Jean ».

Chaque année, la veille de la fête de la Saint-Jean, une cérémonie avait lieu sur cette place. Les magistrats de la ville faisaient entasser des fagots au milieu desquels était planté un arbre de 30 mètres de hauteur, orné de bouquets, de couronnes et de guirlandes de roses. On attachait à l'arbre un panier qui contenait deux douzaines de chats et un renard. Aussitôt que les trompettes annonçaient l'arrivée du roi, le prévôt des marchands et les échevins, portant des torches de cire jaune, s'avançaient vers l'arbre et présentaient au monarque une torche de cire blanche garnie de deux poignées de velours rouge, et sa Majesté venait allumer le feu.
Les chats et le renard étaient brûlés vifs au milieu des acclamations de la foule. Le roi montait ensuite à l'Hôtel de Ville où il trouvait une collation composée de dragées musquées, de confitures sèches, de massepains, etc.
Dans un compte de la ville, à la date de 1573, on peut lire à l'article concernant cette cérémonie : 
« À Lucas Pommereux, l'un des commissaires des quais de la ville, 100 sols parisis, pour avoir fourni durant trois années tous les chats qu'il falloit au dit feu, comme de coutume ; même pour avoir fourni il y a un an où le roi assista, un renard pour donner plaisir à sa Majesté, et pour avoir fourni un grand sac de toile où étoient les dits chats. »
Un panneau Histoire de Paris, dressé à l'angle de la place et du quai de l'Hôtel-de-Ville, rappelle cette histoire au passant.

### Exécutions de la justice en place de Grève

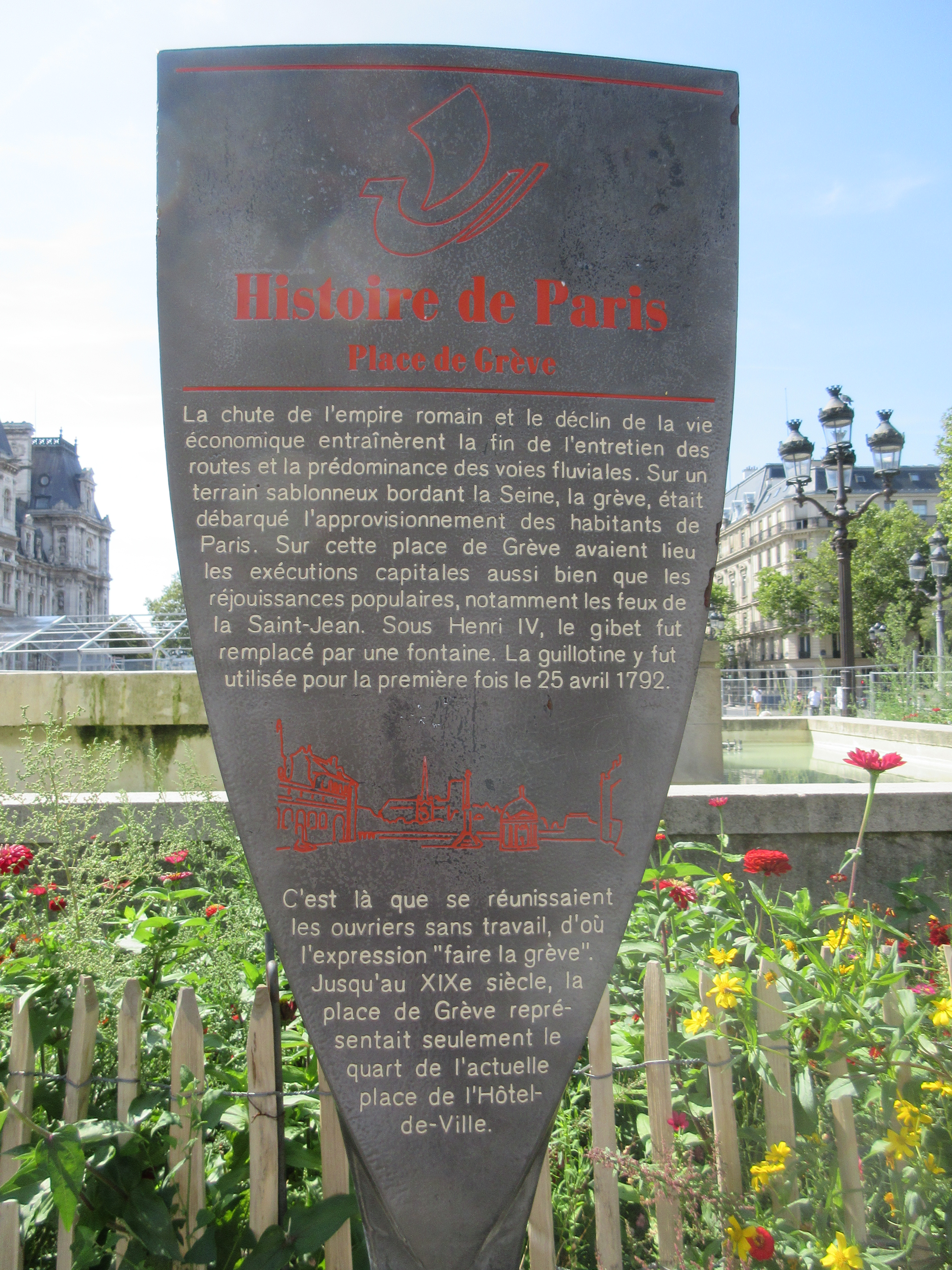
Panneau Histoire de Paris
« Place de Grève »

On ignore à quelle époque la place de Grève servit pour la première fois de lieu patibulaire. Les exécutions étaient diverses :
- pour les gens du peuple, c'était la potence ;
- pour les gentilshommes, la décapitation à la hache ou l'épée ;
- pour les hérétiques, sorciers et sorcières, le bûcher ;
- pour les coupables de lèse-majesté, la roue puis l'écartèlement.

C'est sous le règne de Philippe le Bel, le jour de la Pentecôte 1310, que les premiers suppliciés furent exécutés. La nomenclature des exécutions de la justice commença par une hérétique appelée Marguerite Porette, un prêtre de Beauvais également accusé d'hérésie et un juif relaps qui furent brûlés.
Sous l'Ancien Régime, cette place servait aussi aux exécutions et aux supplices publics. L'imposteur François de La Ramée y fut pendu, François Ravaillac, qui avait assassiné Henri IV et Robert François Damiens, qui avait tenté de tuer Louis XV, y furent exécutés par écartèlement.
C'est également sur la place que l'on brûla Catherine Deshayes, dite « la Voisin », pour sorcellerie le 22 février 1680, pour l'affaire des poisons.
La Révolution continua la tradition : la première exécution par guillotine eut lieu en place de Grève en 1792.
La dernière exécution sur cette place fut celle de Jean-Pierre Martin, condamné à mort pour vol et assassinat et exécuté le 22 juillet 1830.
Le 21 septembre 1831, jour anniversaire de l'exécution des quatre sergents de La Rochelle, 3 000 à 4 000 francs-maçons se rassemblèrent place de Grève pour réclamer l'abolition de la peine de mort et signèrent une pétition en ce sens.
Le 20 octobre 1831, Félix Barthe, ministre de la Justice demanda la substitution de la place de Grève, où s'exerçait depuis plus de 520 ans la justice criminelle pour les exécutions capitales, pour un autre endroit patibulaire.
Ainsi, la Grève, cette place si célèbre dans les annales du crime, va cesser de mériter son horrible renommée. Après avoir choisi le 22 décembre 1831, la place Vauban puis la place d'Italie, le 2 janvier 1832, le préfet de la Seine signe, le 20 janvier 1832, un arrêté officialisant le nouveau lieu : l'extrémité de la rue du Faubourg-Saint-Jacques :
« Nous, Pair de France, préfet,
Vu la lettre qui nous a été adressé par M. le procureur-général de la Cour royale de la Seine ;
Considérant que la place de Grève ne peut plus servir de lieu d’exécution depuis que de généreux citoyens y ont glorieusement versé leur sang pour la cause nationale ; considérant qu’il importe de désigner de préférence des lieux éloignés du centre de Paris et qui aient des abords faciles ; considérant en outre que, par des raisons d’humanité, ces lieux doivent être choisis le plus près de la prison où sont détenus les condamnés ; considérant que sous ces différents rapports la place située à l’extrémité de la rue du Faubourg-Saint-Jacques parait réunir les conditions nécessaires ;
Avons arrêté :
Les condamnations emportant la peine capitale seront à l’avenir exécutées sur l'emplacement qui se trouve à l’extrémité de la rue du Faubourg-Saint-Jacques.
Signé comte de Bondy. »

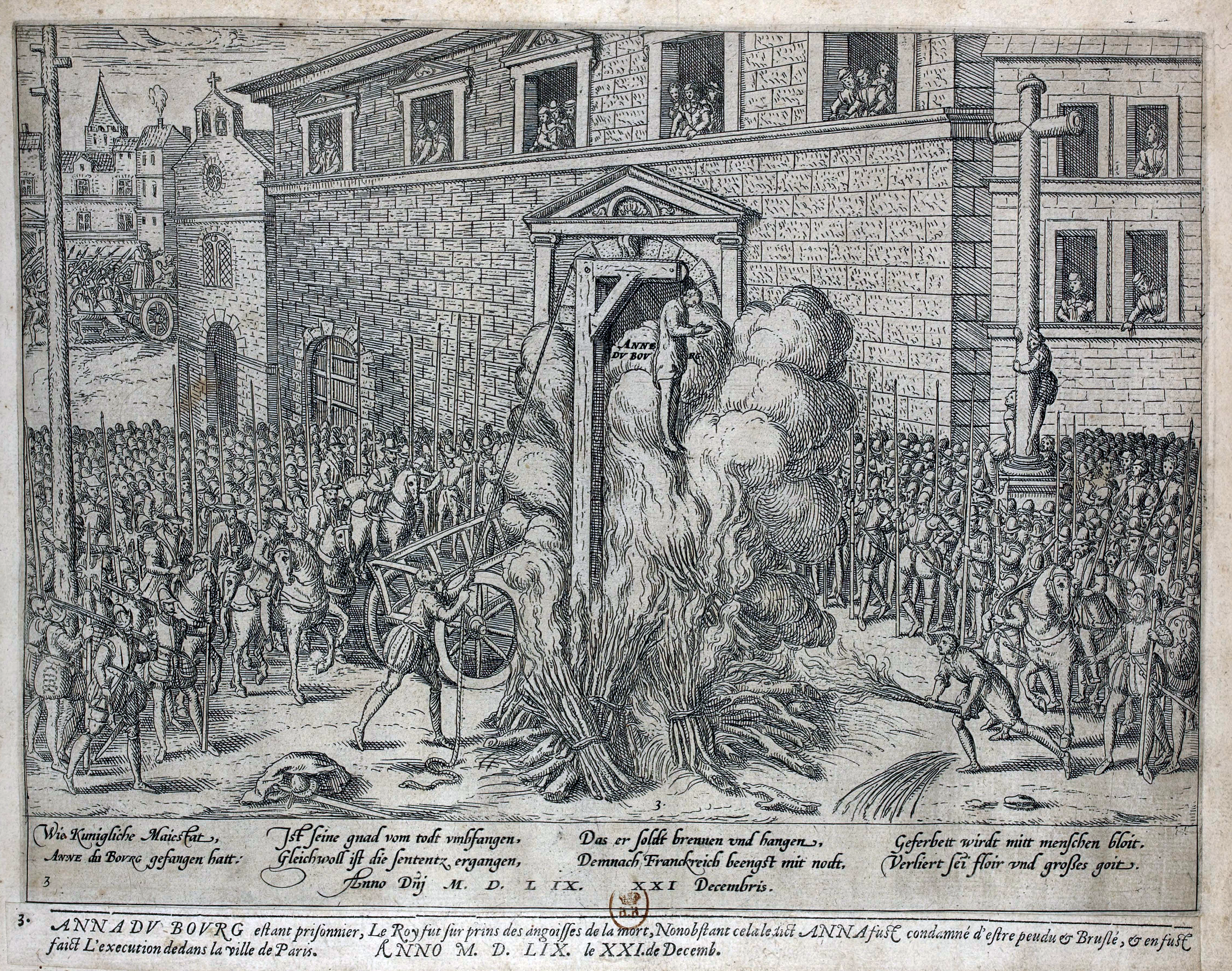
Anne du Bourg, pendu puis brûlé en place de Grève en 1559.
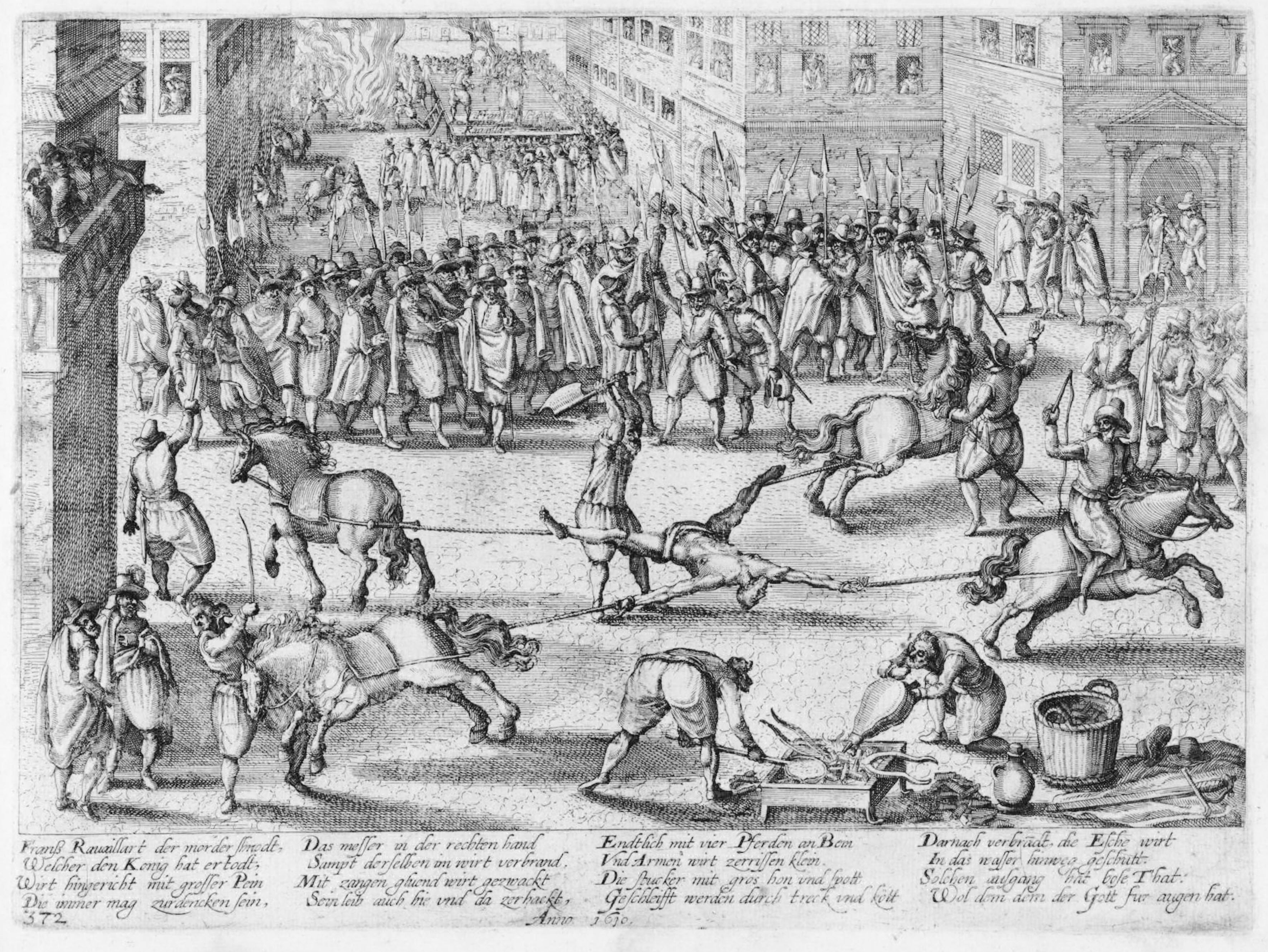
Gravure allemande d'époque montrant l'exécution de François Ravaillac en 1610.
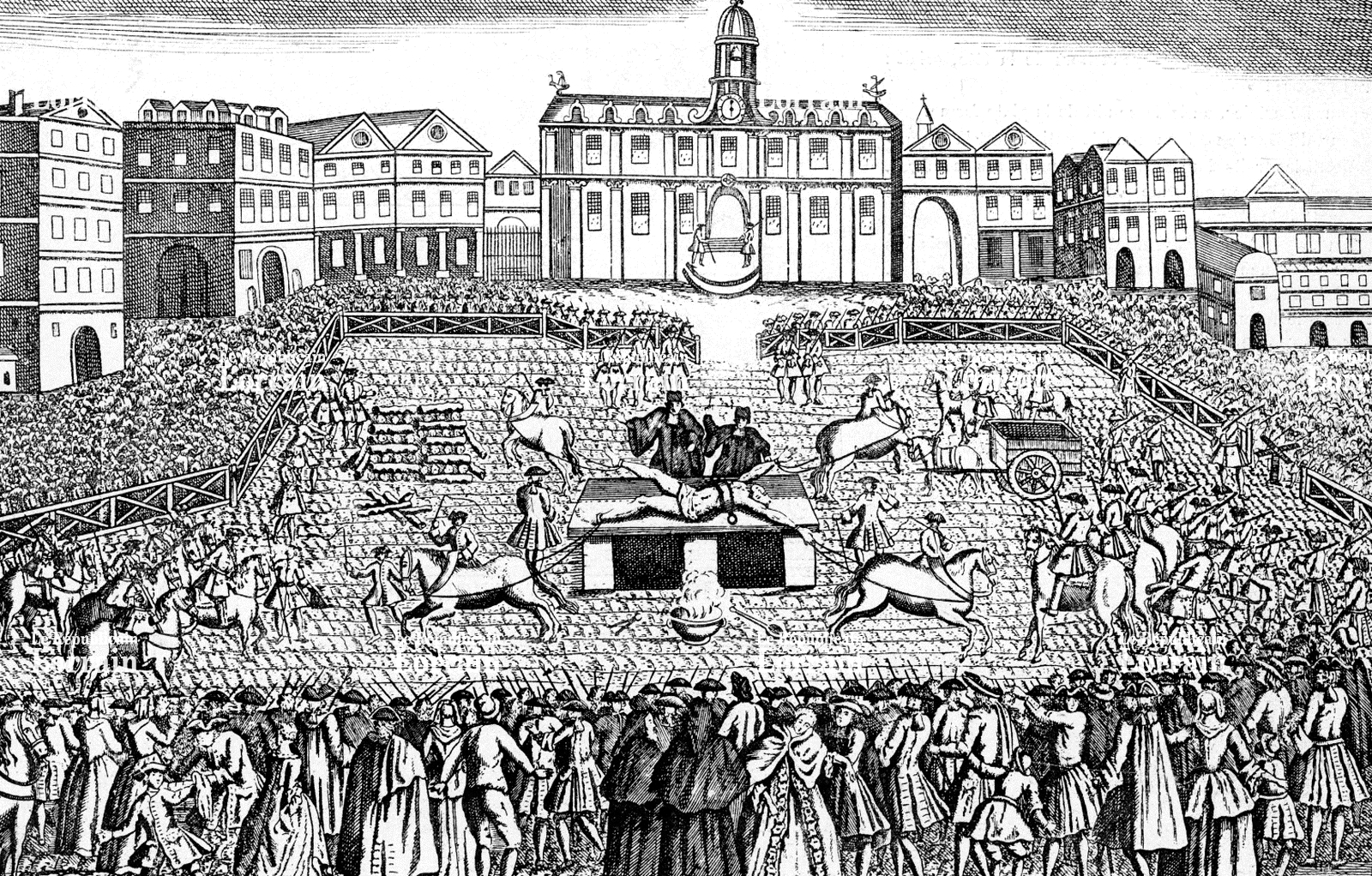
Supplice de Robert-François Damiens pour régicide en 1757.

#### Liste non exhaustive d’exécutions sous l’Ancien Régime
- 1er juin 1310 : Marguerite Porette (brûlée vive)
- 1372 : Jeanne Daubenton (brûlée vive)
- 19 décembre 1475 : Louis de Luxembourg-Saint-Pol (décapité)
- 29 mars 1523 : Jacques de Pavané (brûlé vif)[31],[32]
- 16 avril 1529 : Louis de Berquin (brûlé vif)[32]
- 12 novembre 1534 : Barthélémy Milon (brûlé vif)[32],[33]
- Juillet 1549 : Jacques Ier de Coucy (décapité)
- 23 décembre 1559 : Anne du Bourg (pendu puis brûlé)
- 30 juin 1569 : les huguenots Philippe de Gastine, Richard de Gastine, son fils, et Nicolas Croquet, son gendre (pendus et étranglés)
- 29 octobre 1572 : François de Beauvais de Briquemault et Arnaud de Cavagnes (étranglés et pendus)
- 30 avril 1574 : Joseph Boniface de la Môle et Annibal de Coconas (décapités)
- 26 juin 1574 : Gabriel Ier de Montgomery (décapité)
- 25 octobre 1582 : Nicolas de Salcède (écartelé)
- 29 décembre 1594 : Jean Châtel (écartelé)
- 8 mars 1596 : François de La Ramée (pendu)
- 27 septembre 1602 : Guy Éder de La Fontenelle (roué vif)
- 2 décembre 1603 : Julien et Marguerite de Ravalet, frère et sœur (décapités)
- 27 mai 1610 : François Ravaillac (écartelé)
- 2 janvier 1612 : Florimond du Puy seigneur Vastan[34],[35],[36],[37],[38].
- 8 juillet 1617 : Léonora Galigaï, veuve de Concino Concini (décapitée puis brûlée)
- 10 décembre 1621 : Jean Fontanier (brûlé avec ses écrits)
- 27 juin 1627 : François de Montmorency-Bouteville et François de Rosmadec, comte de Chapelles[39] (décapités)
- 10 mai 1632 : Louis de Marillac (décapité)
- 29 décembre 1661 : Jacques Chausson et son complice Jacques Paulmier, dit « Fabri » (brûlés vifs)
- 1er septembre 1662 : Claude Le Petit (étranglé puis brûlé)
- 5 août 1670 : François Sarrazin (poing coupé puis brûlé vif)
- 24 mars 1673 : Jean Hamelin, dit « La Chaussée », valet et homme de main de Godin de Sainte-Croix accusé dans l'affaire des poisons (roué vif)
- 17 juillet 1676 : Marie Madeleine Dreux d'Aubray, marquise de Brinvilliers accusée dans l'affaire des poisons  (décapitée)
- 10 juin 1679 : François Belot, garde du corps du Roi pour complicité avec la fruitière, blanchisseuse, fabricante de poisons Anne Chéron, dite « La Chéron », dans l'affaire des poisons (roué vif)
- 22 février 1680 : Catherine Deshayes, dite « La Voisin », accusée dans l'affaire des poisons  (brûlée vive)
- 25 juin 1681 : Anne de Carada, veuve de François du Saussay, procureur du roi aux eaux et forêts de Rouen accusée dans l'affaire des poisons[40],[41],[42] (décapitée, sa tête jetée dans le brasier)
- 19 juin 1699 : Angélique-Nicole Carlier, épouse Tiquet, décapitée pour avoir ourdi l'assassinat de son mari
- 26 mars 1720 : Antoine Joseph comte de Horn et Laurent de Mille[43],[44],[45],[46] (roué vif)
- 28 novembre 1721 : Louis Dominique Cartouche (roué vif)
- 24 mai 1726 : Étienne-Benjamin Deschauffours (étranglé puis brûlé)
- 6 juillet 1750 : Jean Diot et Bruno Lenoir (étranglés puis brûlés)
- 2 juillet 1755 : Marie Catherine Taperet, pendue pour avoir fait de son amant Henri Mongeot l'assassin de son mari Louis Alexandre Lescombat
- 28 mars 1757 : Robert François Damiens (écartelé)
- 9 mai 1766 : Thomas Arthur de Lally-Tollendal (décapité)

#### Liste non exhaustive d’exécutions à partir de la Révolution
- 19 février 1790 : Thomas de Mahy de Favras (pendaison)
- 25 avril 1792 : Nicolas Jacques Pelletier (1er guillotiné)
- 18 floréal an III (7 mai 1795) : Antoine Fouquier-Tinville, Joachim Vilate et quatorze autres coaccusés membres du tribunal révolutionnaire (guillotinés)
- 8 prairial an V (27 mai 1797) : Gracchus Babeuf (guillotiné)
- 11 pluviôse an IX (31 janvier 1801) : Dominique Demerville, Joseph Ceracchi, Joseph Aréna et François Jean-Baptiste Topino-Lebrun, membres de la Conspiration des poignards[47] (guillotinés)
- 30 germinal an IX (20 avril 1801) : Pierre Robinault de Saint-Régeant et François-Joseph Carbon auteurs de l'attentat de la rue Saint-Nicaise (guillotinés)
- 5 messidor an XII (24 juin 1804) : Georges Cadoudal avec onze autres royalistes[48] (Jean-Baptiste Coster de Saint-Victor[49], Pierre-Jean Cadoudal[50], Louis Ducorps[51], Michel Roger, dit « Loiseau »[52], Gabriel Louis Marie Burban Malabry, dit « Barco »[53], Louis Picot[54],[55], Jean Lelan[56], Guillaume Mercier[57], Victor Deville[58], Jean Mérille[59], Aimé Joyaut[60],[61]) (guillotinés)
- 1816 : Jacques Pleignier, Nicolas Charles Léonard Carbonneau et Edmé Henri Charles Tolleron, membres de la conspiration des Patriotes[62],[63] (poing droit coupé et guillotinés)
- 21 septembre 1822 : les quatre sergents de La Rochelle du 45e régiment d'infanterie de ligne, Jean-François Bories, Jean-Joseph Pommier, Marius-Claude Raoulx et Charles Goubin (guillotinés)
- 22 juillet 1830 : Jean-Pierre Martin, voleur et assassin (dernier guillotiné sur cette place)[64].

## Citations bibliographiques
La place est citée dans Le Dernier Jour d'un condamné de Victor Hugo (1829).
Extrait du Livre Deuxième, Chapitre II, de Notre Dame de Paris du même auteur (1831) :

« Il ne reste aujourd'hui qu'un bien imperceptible vestige de la place de Grève telle qu'elle existait alors. C'est la charmante tourelle qui occupe l'angle nord de la place, et qui, déjà ensevelie sous l'ignoble badigeonnage qui empâte les vives arêtes de ses sculptures, aura bientôt disparu peut-être, submergée par cette crue de maisons neuves qui dévore si rapidement toutes les vieilles façades de Paris. […]
La Grève avait dès lors cet aspect sinistre que lui conservent encore aujourd'hui l'idée exécrable qu'elle réveille et le sombre Hôtel de Ville de Boccador, qui a remplacé la Maison-aux-Piliers. Il faut dire qu'un gibet et un pilori permanents, une justice et une échelle, comme on disait alors, dressés côte à côte au milieu du pavé, ne contribuaient pas peu à faire détourner les yeux de cette place fatale, où tant d'êtres pleins de santé et de vie ont agonisé ; où devait naître cinquante ans plus tard cette fièvre de Saint-Vallier, cette maladie de la terreur de l'échafaud, la plus monstrueuse de toutes les maladies, parce qu'elle ne vient pas de Dieu, mais de l'homme. »

## Au cinéma
- 2002 : La Mémoire dans la peau, film de Doug Liman.